# Mlžení
Mlžení (anglicky misting) je ochlazování a zvlhčování venkovních i vnitřních prostor pomocí rozptylování jemných kapek vody. Mlžení je založeno na odnímání tepla při odpařování vody. Pro vysokou účinnost této metody je třeba vytvořit velmi jemnou mlhovinu. Voda se proto pomocí vysokotlakého čerpadla natlakuje na 60 - 120 barů, a poté se jejím průchodem přes speciální trysky dosáhne velice jemné mlhoviny. Mlžení se používá tam, kde je nutné snížit prašnost nebo zvýšit vlhkost.